# Handzame Classic 2018
La Handzame Classic 2018 fou la 8a edició de la Handzame Classic. La cursa es disputà el 16 de març de 2018 a la província de Flandes Occidental, a Bèlgica. La cursa forma part del calendari UCI Europa Tour 2018 amb una categoria 1.HC. Fou guanyada pel colombià Álvaro Hodeg de l'equip Quick-Step Floors. El podi fou completat pel noruec Kristoffer Halvorsen (Sky) i l'alemany Pascal Ackermann (Bora-Hansgrohe).

## Equips
A la cursa prenen part 22 equips: sis WorldTeams, dotze equips continentals professionals i quatre equips continentals:
| WorldTeams (6)- Quick-Step Floors - Sky - Bora-Hansgrohe - Lotto Soudal - Katusha-Alpecin - BMC Racing Team Equips continentals professionals (12)- Aqua Blue Sport - WB-Aqua Protect-Veranclassic - Hagens Berman Axeon - Vital Concept - CCC Sprandi Polkowice - Wanty-Groupe Gobert - Sport Vlaanderen-Baloise - Direct Énergie - Roompot-Nederlandse Loterij - UnitedHealthcare - Delko-Marseille Provence-KTM - Israel Cycling Academy Equips continentals (4)- Cibel-Cebon - Tarteletto-Isorex - Development Team Sunweb - Team Joker Icopal |
| |

## Classificació final
| \| Classificació general \| Classificació general \| Classificació general \| Classificació general \| Classificació general \| \| Corredor \| Corredor \| Equip \| Temps \| \| \| --------------------- \| --------------------- \| ---------------------------- \| --------------------- \| --------------------- \| \| 1r \| Álvaro Hodeg Chagui \| Quick-Step Floors \| 4h 34' 35" \| \| \| 2n \| Kristoffer Halvorsen \| Team Sky \| + 0" \| \| \| 3r \| Pascal Ackermann \| Bora-Hansgrohe \| + 0" \| \| \| 4t \| Matteo Pelucchi \| Bora-Hansgrohe \| + 0" \| \| \| 5è \| Adam Blythe \| Aqua Blue Sport \| + 0" \| \| \| 6è \| Kenny Dehaes \| WB-Aqua Protect-Veranclassic \| + 0" \| \| \| 7è \| Rui Oliveira \| Hagens Berman Axeon \| + 0" \| \| \| 8è \| Tanguy Turgis \| Vital Concept \| + 0" \| \| \| 9è \| Moreno Hofland \| Lotto-Soudal \| + 0" \| \| \| 10è \| Jonas Koch \| CCC Sprandi Polkowice \| + 0" \| \| |                      |                              |            |
| |                      |                              |            |
| Font: ProCyclingStats |                      |                              |            |
| Classificació general |                      |                              |            |
| Corredor | Corredor             | Equip                        | Temps      |
| 1r | Álvaro Hodeg Chagui  | Quick-Step Floors            | 4h 34' 35" |
| 2n | Kristoffer Halvorsen | Team Sky                     | + 0"       |
| 3r | Pascal Ackermann     | Bora-Hansgrohe               | + 0"       |
| 4t | Matteo Pelucchi      | Bora-Hansgrohe               | + 0"       |
| 5è | Adam Blythe          | Aqua Blue Sport              | + 0"       |
| 6è | Kenny Dehaes         | WB-Aqua Protect-Veranclassic | + 0"       |
| 7è | Rui Oliveira         | Hagens Berman Axeon          | + 0"       |
| 8è | Tanguy Turgis        | Vital Concept                | + 0"       |
| 9è | Moreno Hofland       | Lotto-Soudal                 | + 0"       |
| 10è | Jonas Koch           | CCC Sprandi Polkowice        | + 0"       |